# John Parker (militare)
John Parker (Lexington, 13 luglio 1729 – Lexington, 17 settembre 1775) è stato un militare, contadino e meccanico inglese che comandò la milizia di Lexington nella battaglia di Lexington del 19 aprile 1775.

## Gioventù
John Parker nacque a Lexington (Massachusetts) da Josiah Parker e Anna Stone. La sua esperienza da soldato nella guerra franco-indiana (guerra dei sette anni) durante l'assedio di Louisbourg e nella conquista di Québec portarono alla sua elezione a capitano della milizia. Si ammalò di tubercolosi il 19 aprile 1775, e visse per soli altri cinque mesi.

## Lexington
Il 19 aprile 1775 il comandante britannico di Boston Thomas Gage inviò una spedizione di circa 700 regolari col colonnello Francis Smith verso la città di Concord per nascondere rifornimenti ed armi. Lexington si trovava lungo la strada che Smith imboccò per raggiungere Concord.
Quando si seppe che durante la notte sarebbero arrivati a Lexington molti inglesi, gli uomini della città e del circondario iniziarono a riunirsi. La compagnia di Lexington di cui faceva parte Parker non era composta da minutemen, come spesso si crede, ma dal corpo principale della milizia del Massachusetts. Inizialmente Parker non era sicuro di cosa stesse succedendo. Arrivavano voci contrastanti, e dato che gli inglesi erano stati impegnati per tutto l'inverno in innocue marce attraverso il Massachusetts le loro intenzioni non erano per niente certe.
Quando Smith seppe che i cittadini locali erano spaventati e che avrebbe potuto incontrare della resistenza, mandò un distaccamento di fanteria leggera col maggiore John Pitcairn. L'avanguardia di Pitcairn raggiunse Lexington e gli uomini di Parker. Parker ordinò ai propri uomini di disperdersi per evitare scontri, ma questi non lo sentirono o fecero finta di non sentirlo. Poco dopo iniziarono gli spari nonostante entrambi i comandanti avessero ordinato di non sparare. Nello scontro quattro componenti della milizia morirono e dieci furono feriti, mentre un solo soldato britannico fu ferito. La differenza di perdite portò inizialmente a definire lo scontro "massacro" nei resoconti, e le voci che iniziarono a girare infiammarono la colonia. Ancora non si sa bene cosa successe durante lo scontro di Lexington, e resta aperto il dubbio su chi abbia sparato per primo. Quando Smith giunse con i suoi uomini dieci minuti dopo fece fatica a calmare i propri uomini, che stavano inseguendo le milizie in fuga nei campi attorno alla città. Smith decise allora, nonostante il combattimento, di continuare la marcia verso Concord.
Una delle compagnie di Parker, anni dopo, riferì l'ordine di Parker a Lexington Green come: "State fermi. Non sparate se non vi sparano, ma se vogliono una guerra, allora che cominci". Paul Revere sostiene che abbia detto: "Lasciate passare i soldati. Non molestateli se non sparano per primi". Durante lo scontro Parker vide il cugino Jonas Parker ucciso da una baionetta britannica. Quello stesso giorno portò i propri uomini ad attaccare i regolari che stavano tornando a Boston in un'imboscata nota come "vendetta di Parker".

## Boston
Parker ed i suoi uomini parteciparono al successivo assedio di Boston. Non fu in grado di partecipare alla battaglia di Bunker Hill a giugno, e morì di tubercolosi il 17 settembre 1775, all'età di 46 anni.

## Retaggio
John Parker e la moglie Lydia (Moore) Parker ebbero sette figli: Lydia, Anna, John, Isaac, Ruth, Rebecca e Robert. La casa dei Parker si trovava in Spring Street a Lexington. Una targa ricorda il posto come luogo di nascita di un nipote, Theodore Parker, ministro unitariano, trascendentalista e abolizionista che donò due moschetti del capitano Parker allo stato del Massachusetts. Uno era quello che utilizzò a Québec e Lexington e l'altro lo conquistò in battaglia. Oggi sono appesi nella camesra del Senato della Massachusetts State House.
La statua nota come The Lexington Minuteman doveva inizialmente rappresentare un comune minuteman, ma è stata universalmente riconosciuta come simbolo di John Parker. È opera di Henry Hudson Kitson e si trova nel parco di Lexington. Non si basa veramente sull'aspetto di Parker, dato che non si sa quale aspetto avesse. Secondo una descrizione di Parker sarebbe stato "un uomo robusto, spallato di altezza media, simile al famoso nipote Theodore Parker nell'aspetto, ma con una faccia molto più lunga".